# Мотафолоне (Козенца)
Мотафолоне (итал. Mottafollone) је насеље у Италији у округу Козенца, региону Калабрија.
Према процени из 2011. у насељу је живело 1072 становника. Насеље се налази на надморској висини од 374 м.

## Становништво
Према резултатима пописа становништва 2011. у општини је живело 1.274 становника.
| 1931. | 1936. | 1951. | 1961. | 1971. | 1981. | 1991. | 2001. | 2011. |
| ----- | ----- | ----- | ----- | ----- | ----- | ----- | ----- | ----- |
| 1.371 | 1.594 | 2.126 | 2.023 | 1.753 | 1.697 | 1.665 | 1.516 | 1.274 |